# Гранторто
Гранто̀рто (на италиански: Grantorto) е малко градче и община в Северна Италия, провинция Падуа, регион Венето. Разположено е на 36 m надморска височина. Населението на общината е 4721 души (към 2010 г.).